# Calendrier Genka
Le calendrier Genka (元嘉暦, Genka-reki), aussi appelé Yuan-chia li, est un calendrier luni-solaire (genka reki) japonais utilisé de 604 à 680.

## Histoire
Le calendrier est créé en 425 à l'époque des dynasties du Nord et du Sud de Chine. Il tient son nom de l'ère Genka de l'histoire de la Chine.
Le système Genka-reki est apporté de Corée au Japon par un moine bouddhique. La mention la plus ancienne du calendrier au Japon apparaît au 10e mois de la 10e année du règne de l'impératrice Suiko (602).
Les dates indiquées dans le Nihon Shoki avant le VIIe siècle sont probablement déterminées en utilisant le système du calendrier Genka.